# 雷爾羅德弗拉特 (加利福尼亞州)
雷爾羅德弗拉特（英語：Rail Road Flat）是位於美國加利福尼亞州卡拉韋拉斯縣的一個人口普查指定地區。

## 地理
雷爾羅德弗拉特的座標為38°20′36″N 120°30′44″W / 38.34333°N 120.51222°W，而該地最高點為海拔高度795米（即2608英尺）。

## 人口
根據2010年美國人口普查的數據，雷爾羅德弗拉特的面積為85.889平方千米，當中陸地面積為85.486平方千米，而水域面積為0.403平方千米。當地共有人口475人，而人口密度為每平方千米5人。